# Yvette Roudy

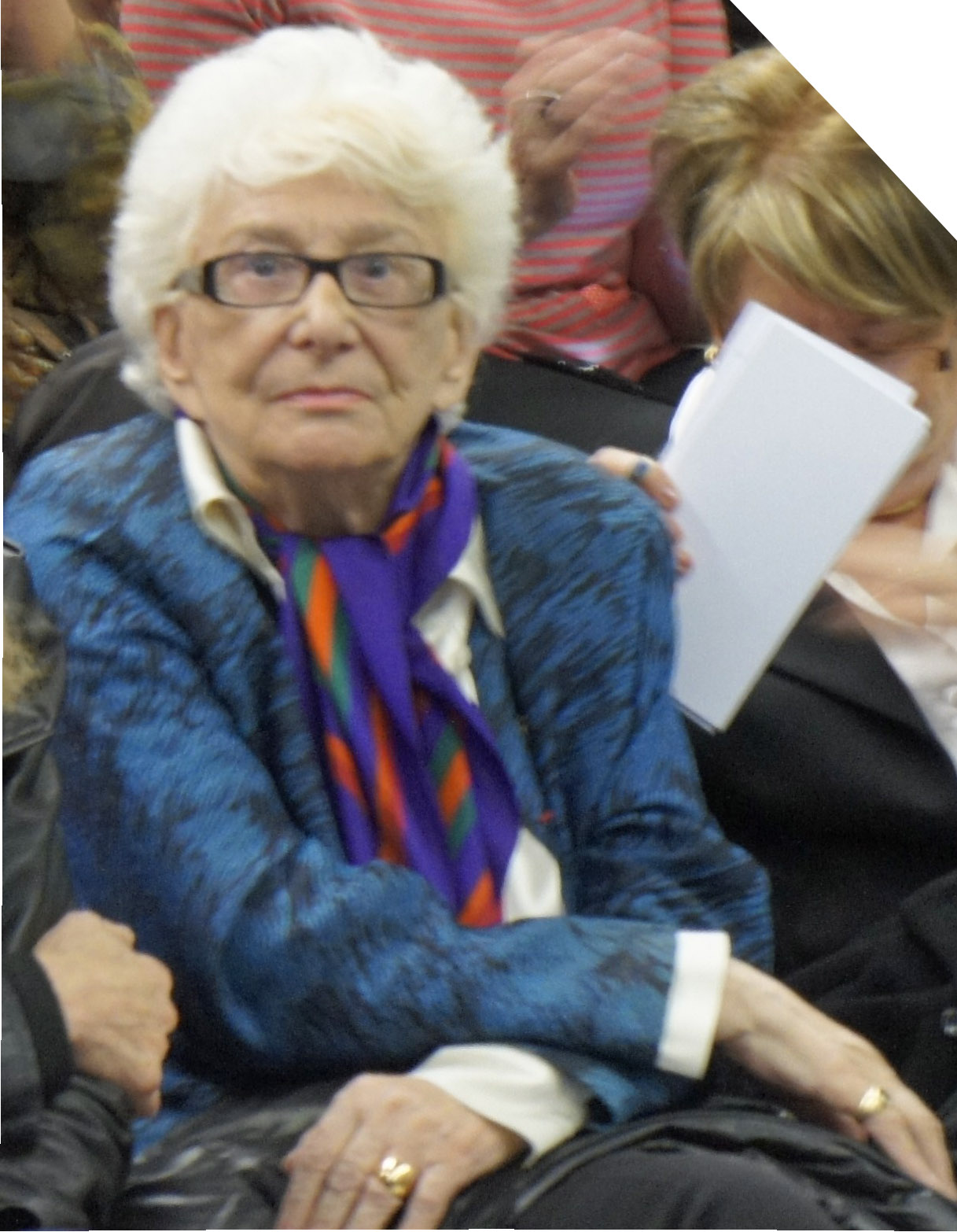
Yvette Roudy (2012)

Yvette Roudy (* 10. April 1929 in Pessac, Département Gironde) ist eine ehemalige französische Politikerin der Parti socialiste (PS), die von 1979 bis 1981 Mitglied des Europäischen Parlaments, zwischen 1981 und 1986 Ministerin für die Rechte von Frauen sowie von 1986 bis 1993 sowie zwischen 1997 und 2002 Mitglied der Nationalversammlung war.

## Leben
Yvette Roudy, die als Journalistin tätig war, gehörte 1971 mit Simone de Beauvoir, Jean Rostand, Christiane Rochefort, Gisèle Halimi und Jacques Monod die feministische Gruppe Choisir la cause des femmes, um Frauen zu verteidigen, die das „Manifest der 343“ unterzeichnet hatten, in dem sie zugaben illegal abgetrieben zu haben.
wurde bei der Europawahl 1979 als Kandidatin der Parti socialiste (PS) zum Mitglied des ersten Europäischen Parlaments gewählt und gehörte diesem zwischen dem 17. Juli 1979 und dem 16. Juni 1981 an. Sie gehörte der Sozialistischen Fraktion und war vom 20. Juli 1979 bis zum 16. Juni 1981 Mitglied im Ausschuss für Umweltfragen, Volksgesundheit und Verbraucherschutz sowie zwischen dem 25. Oktober 1979 und dem 13. April 1980 Mitglied der Delegation im Gemischten Parlamentarischen Ausschuss EWG-Griechenland.
Danach wurde Yvette Rudy am 22. Mai 1981 von Premierminister Pierre Mauroy als Beigeordnete Ministerin beim Premierminister und Ministerin für die Rechte der Frauen (Ministre déléguée auprès du premier ministre, ministre des droits de la femme) in dessen erstes Kabinett berufen und bekleidete diesen Posten auch in dessen zweiter und dritter Regierung bis zum 17. Juli 1984. Das Amt der Beigeordneten Ministerin beim Premierminister und Ministerin für die Rechte der Frauen übernahm sie auch in dem am 20. Juli 1984 von Premierminister Laurent Fabius gebildeten Kabinett. Durch ein Dekret vom 21. Mai 1985 wurde sie zur Ministerin für die Rechte der Frauen (Ministre des droits de la femme) erhoben und bekleidete dieses Ministeramt bis zum Ende der Amtszeit von Fabius am 19. März 1986.
Bei den Wahlen vom 16. März 1986 wurde Yvette Rudy als Kandidatin der Parti socialiste (PS) erstmals zum Mitglied der Nationalversammlung (Assemblée nationale) gewählt und gehörte dieser nach ihrer Wiederwahl am 12. Juni 1988 zunächst bis zum 1. April 1993 an. Während dieser Zeit vertrat sie das Département Calvados. Sie fungierte vom 28. Juni 1988 bis zum 1. April 1993 als Vizepräsidentin des Parlamentsausschusses für Kultur, Familien und Soziales (Commission des affaires culturelles, familiales et sociales). Zugleich bekleidete sie zwischen dem 29. April 1992 und dem 1. April 1993 als Präsidentin eines Parlamentarischen Sonderausschusses zur Prüfung von drei Gesetzesentwürfen zur Bioethik (Commission spéciale chargée d’examiner les trois projets de loi sur la bioéthique). Zugleich war sie von März 1989 bis März 2001 Bürgermeisterin von Lisieux.
Bei der Wahl vom 1. Juni 1997 wurde sie abermals zum Mitglied der Nationalversammlung gewählt, der sie nunmehr bis zum 18. Juni 2002 angehörte. Sie vertrat abermals das Département Calvados. Während dieser elften Legislaturperiode war sie vom 13. Juni 1997 bis zum 18. Juni 2002 Sekretärin der Nationalversammlung. Daneben fungierte sie vom 19. November 1999 bis zum 18. Juni 2002 als Vizepräsidentin der Delegation der Nationalversammlung für die Rechte der Frauen und die Gleichstellung der Chancen zwischen Männern und Frauen (Délégation de l’Assemblée nationale aux droits des femmes et à l’égalité des chances entre les hommes et les femmes). Als Nachfolgerin für ihren Wahlkreis schlug sie Clotilde Valter vor, die jedoch bei der Wahl am 9. und 16. Juni 2002 scheiterte.